# Place de la Comédie (Bordeaux)
Pour les articles homonymes, voir Place de la Comédie.
La place de la Comédie est l'une des principales places du centre-ville de Bordeaux (Gironde). Elle est notamment célèbre pour le Grand-Théâtre construit sur le côté est de la place. 

## Situation et accès
La place joint le début de la rue Sainte-Catherine au nord, à l’extrémité sud des allées de Tourny. C'est une zone piétonne.

### Transports en commun
La ligne   traverse cette place (station Grand Théâtre à proximité, dans le cours de l'Intendance).

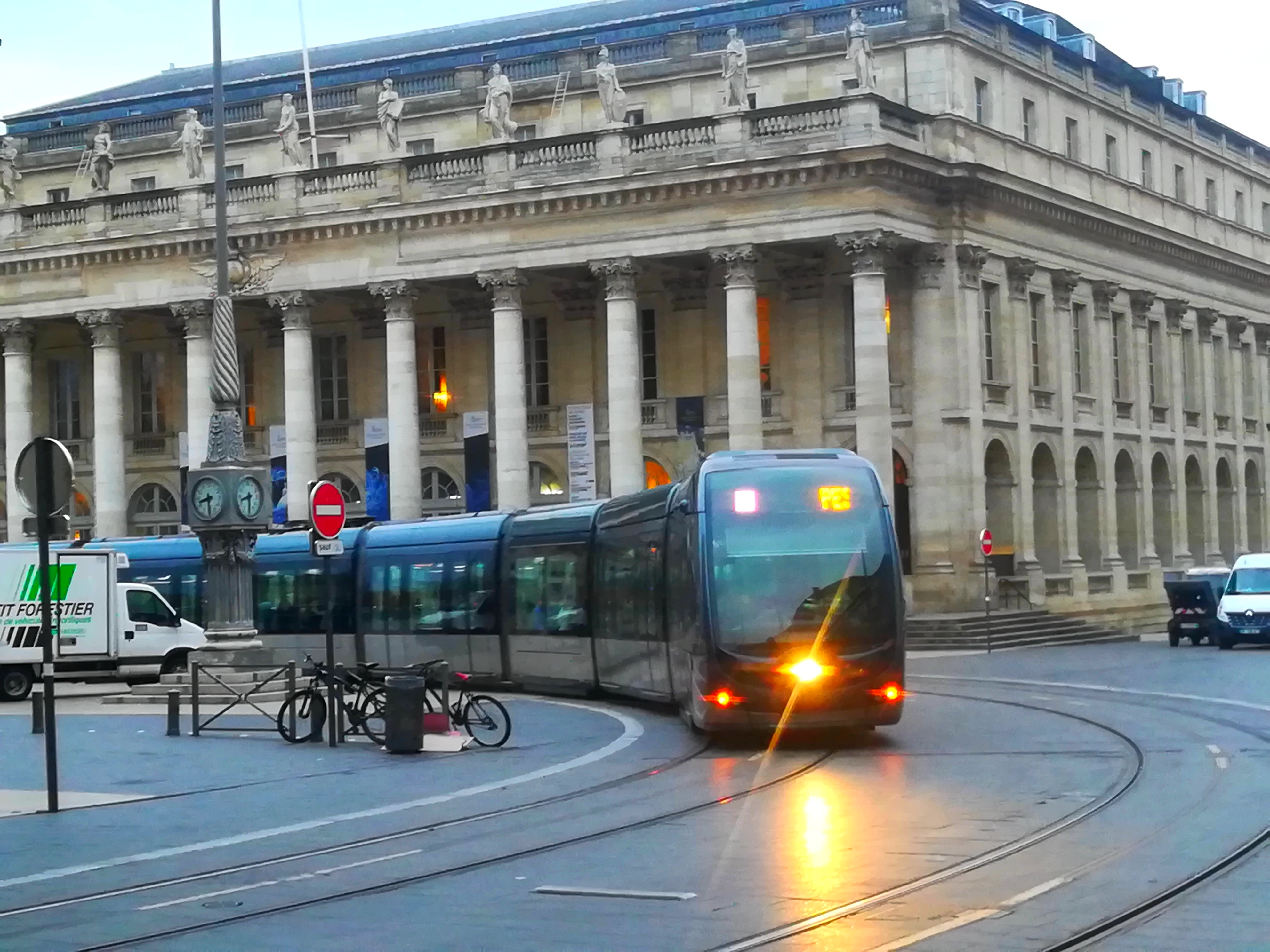
Le tramway devant le Grand-Théâtre.

## Histoire

### Antiquité
Pendant la période gallo-romaine, le grand monument des Piliers de Tutelle était situé à cet endroit. 

### XVIIIesiècle
La place de la Comédie de Bordeaux a été réalisée sous les intendances de Boucher et Tourny, par les architectes du roi Jacques Gabriel[réf. souhaitée]. 

La place du XIXe siècle aux années 1990
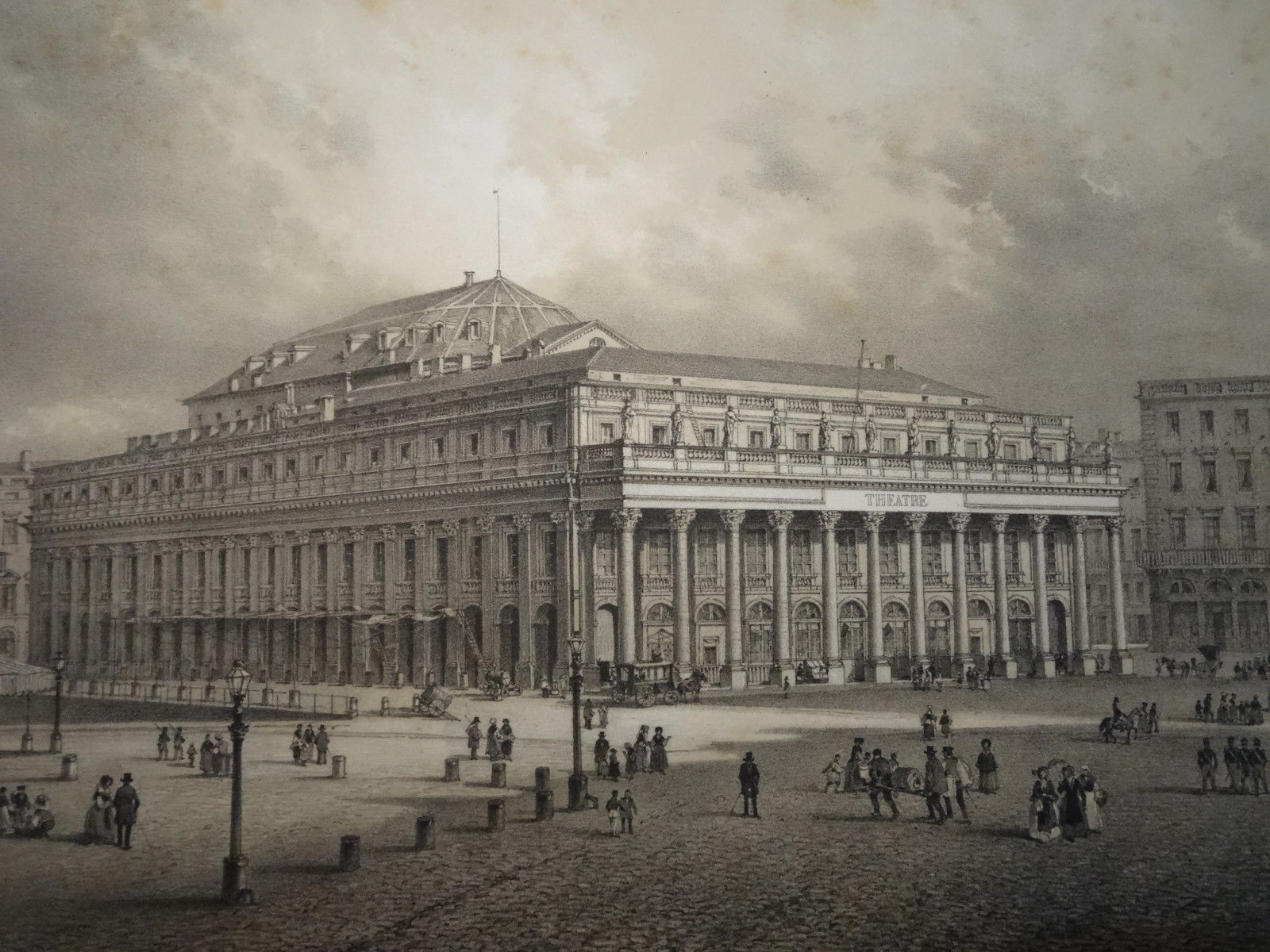
1860
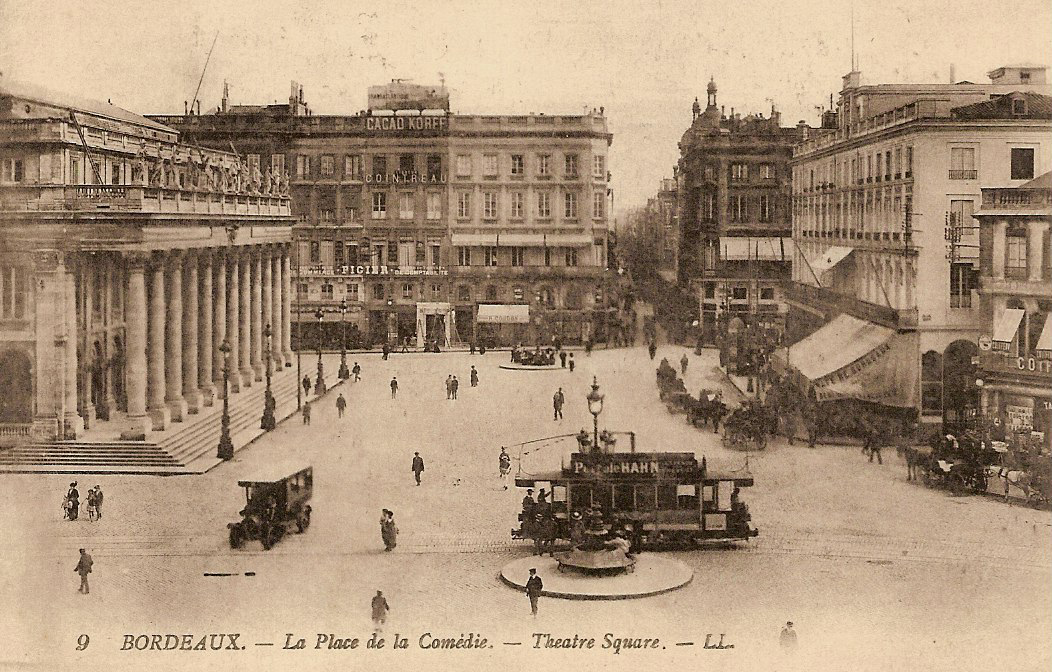
1900
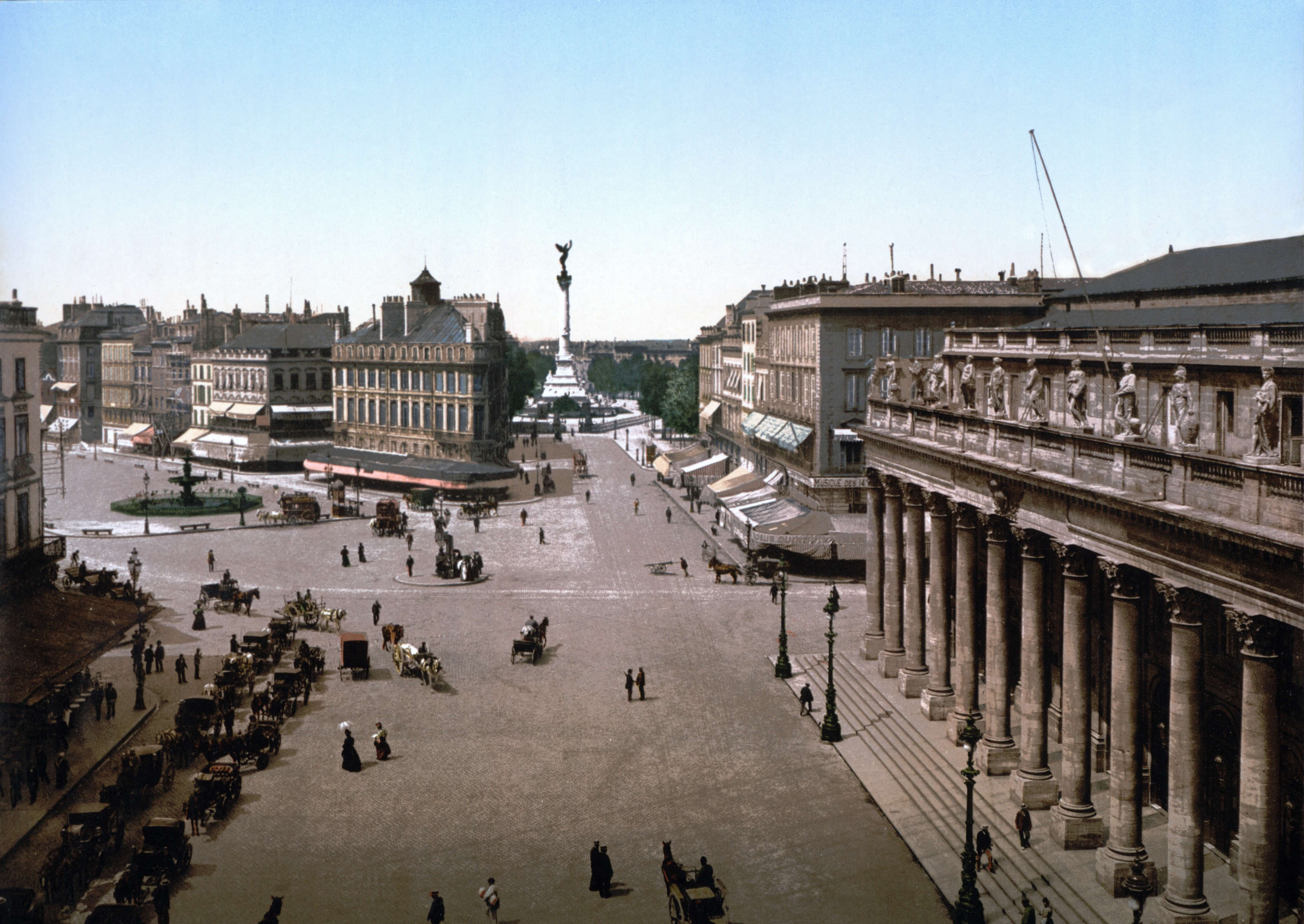
Entre 1890 et 1905
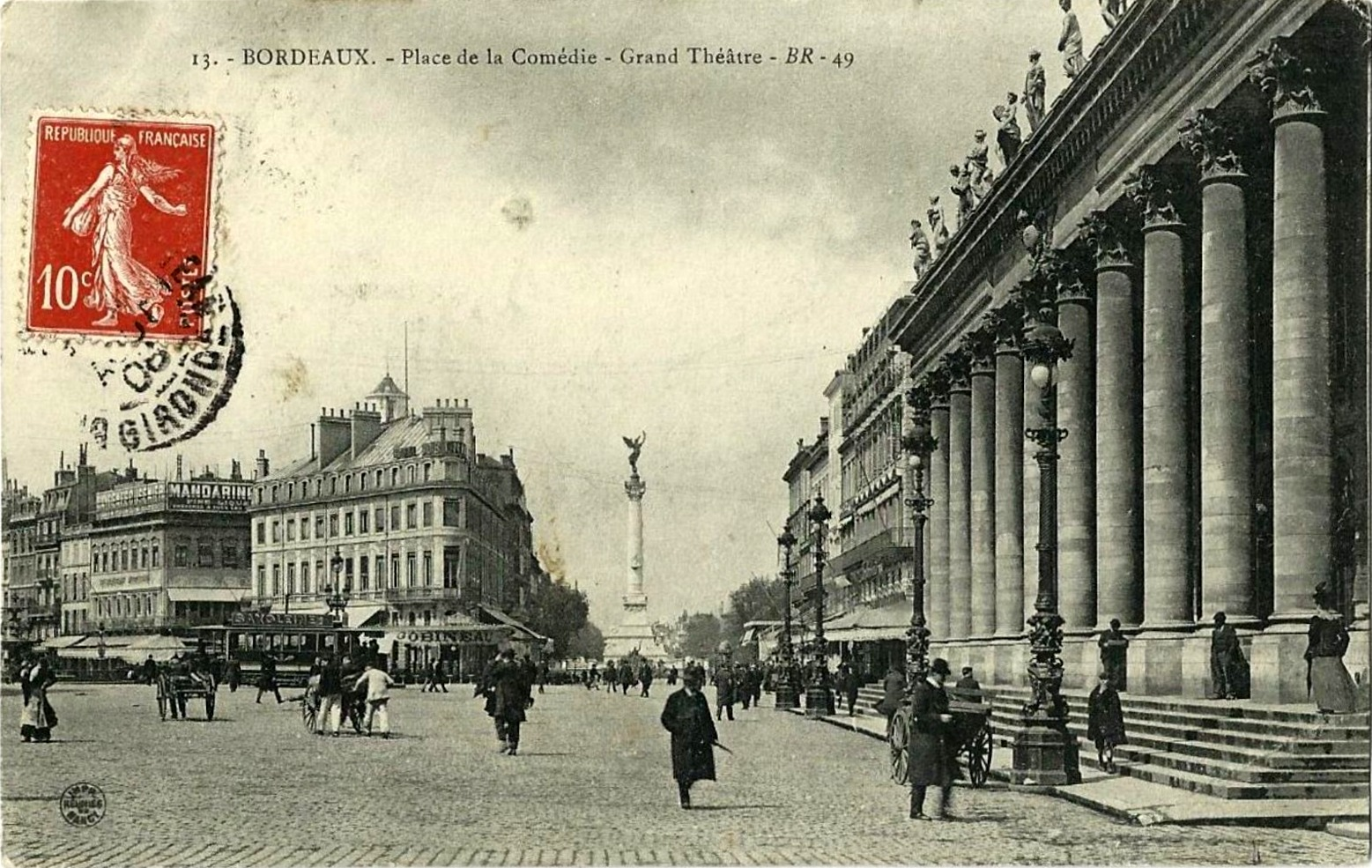
Entre 1900 et 1910
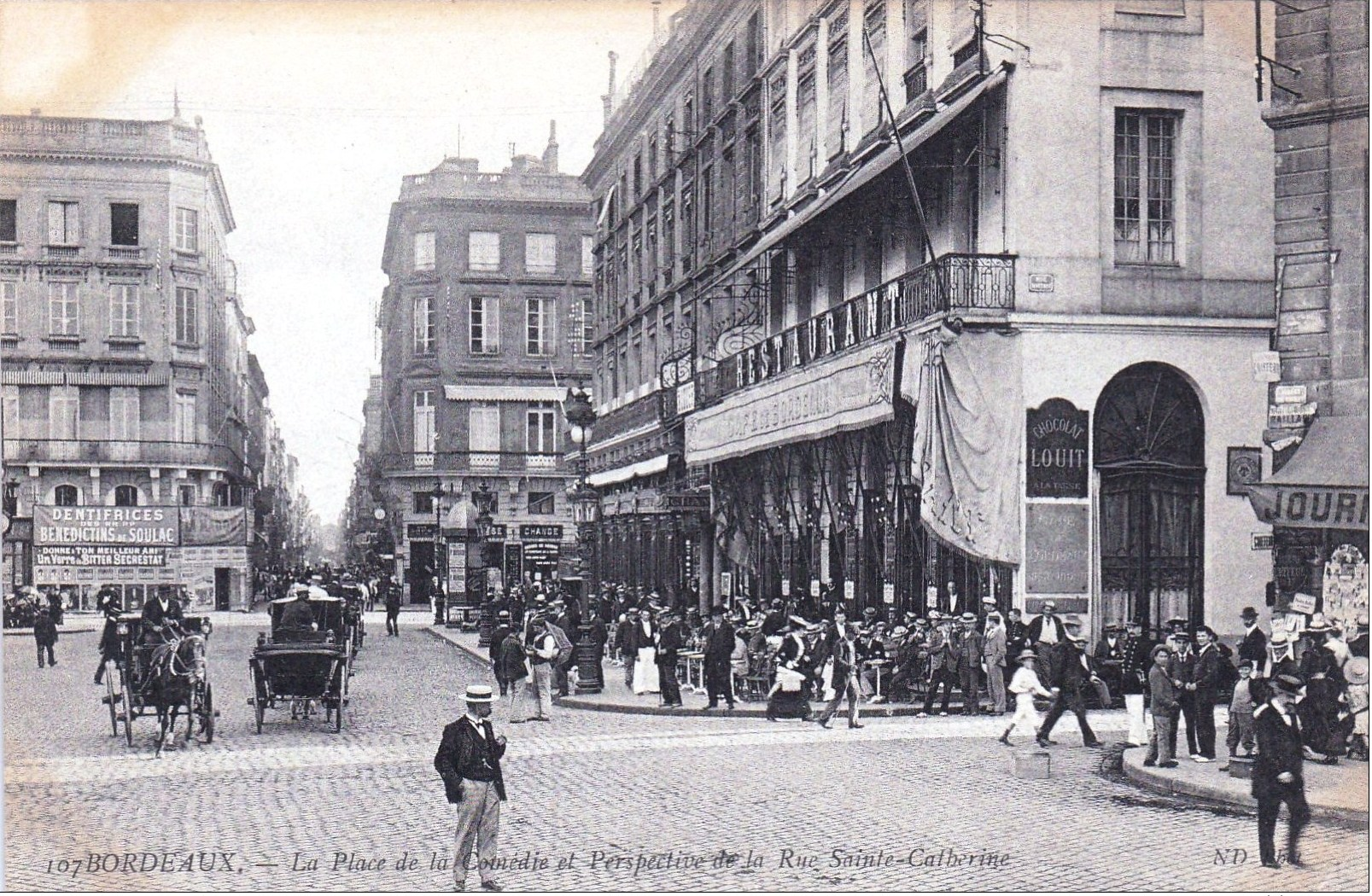
Entre 1900 et 1910
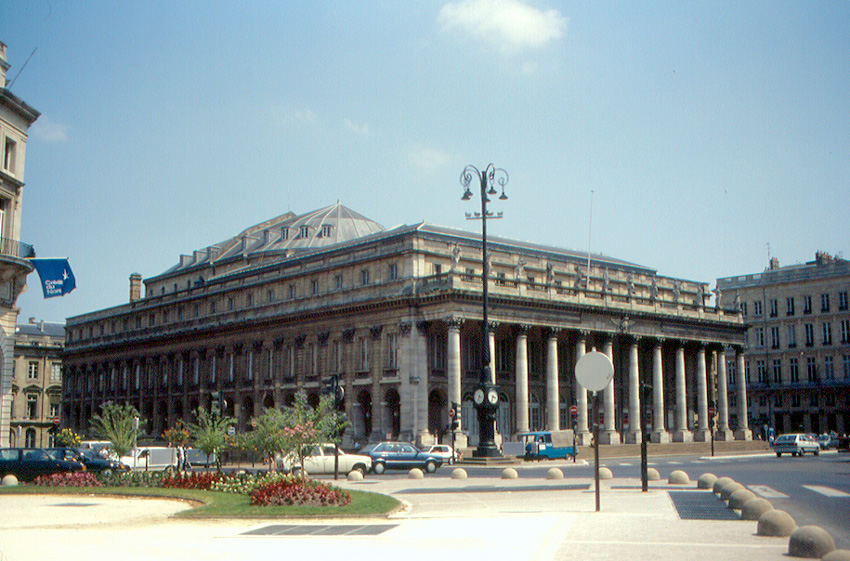
1994 (à droite)

### XXIesiècle
En juin 2013, une sculpture de 7 mètres de haut est installée près de l'entrée de la rue Sainte-Catherine. Fabriquée par Jaume Plensa et intitulée Sanna, elle devait y rester seulement le temps d'une exposition. Face au succès, la mairie décide de lancer sur souscription populaire auprès des habitants pour acquérir l’œuvre estimée entre 400 000 et 500 000€. Finalement, la somme n'ayant pu être rassemblé, son acheteur privé anonyme un personne privée anonyme offre à la ville de garder la sculpture sur place jusqu'en mars 2027.

## Objets et bâtiments remarquables
- Le Grand Théâtre se situe côté fleuve à l'est de la place,
- Le Grand Hôtel, construit à partir de l'hôtel de Rolly, en face du théâtre,
- L'hôtel Bonnaffé,
- Candelabres de Jacques d'Wells,
- Plan-refief en bronze, conçus par le sculpteur et scénographe François Didier et réalisés par la fonderie des Cyclopes[3].

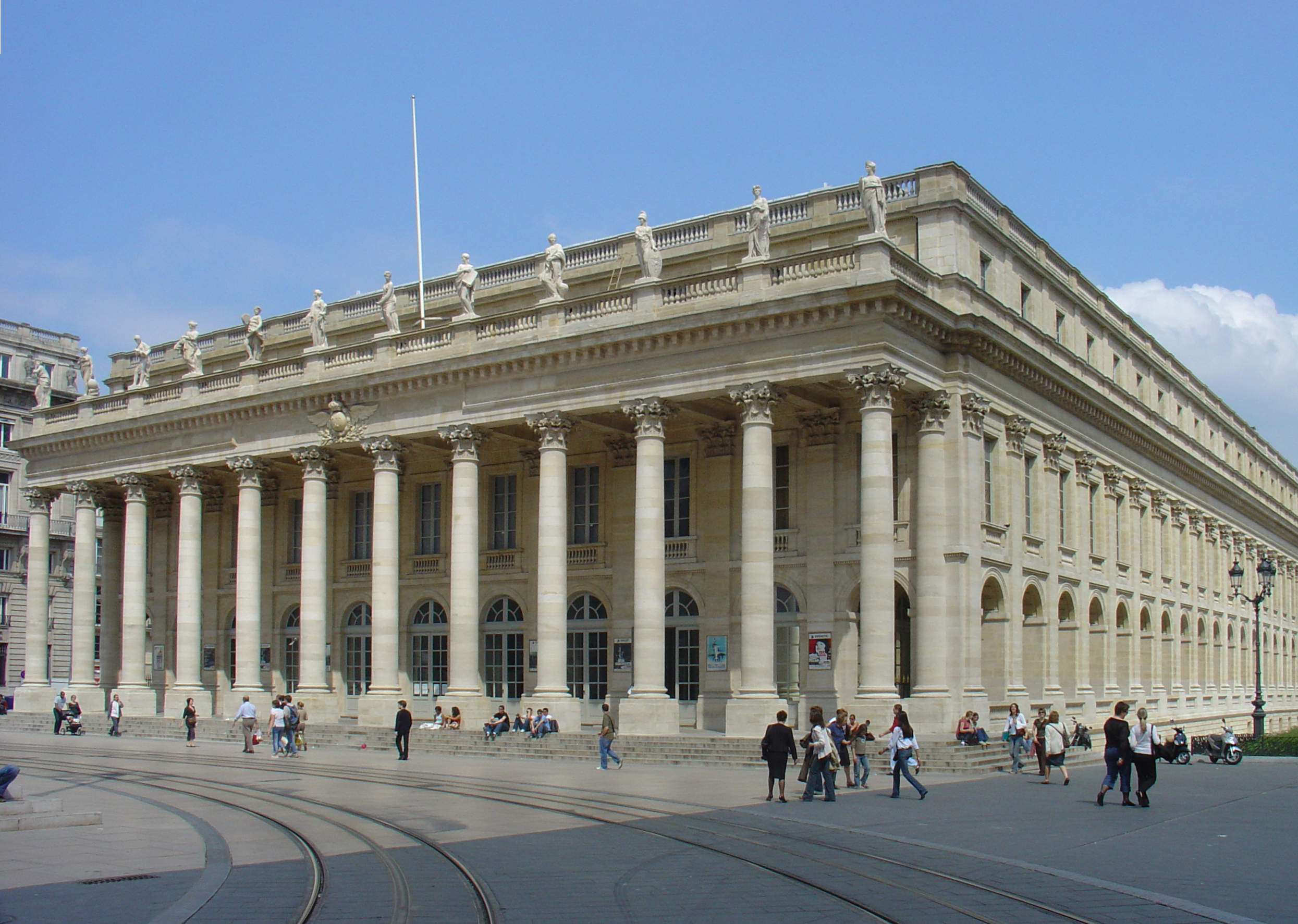
Le Grand-Théâtre.
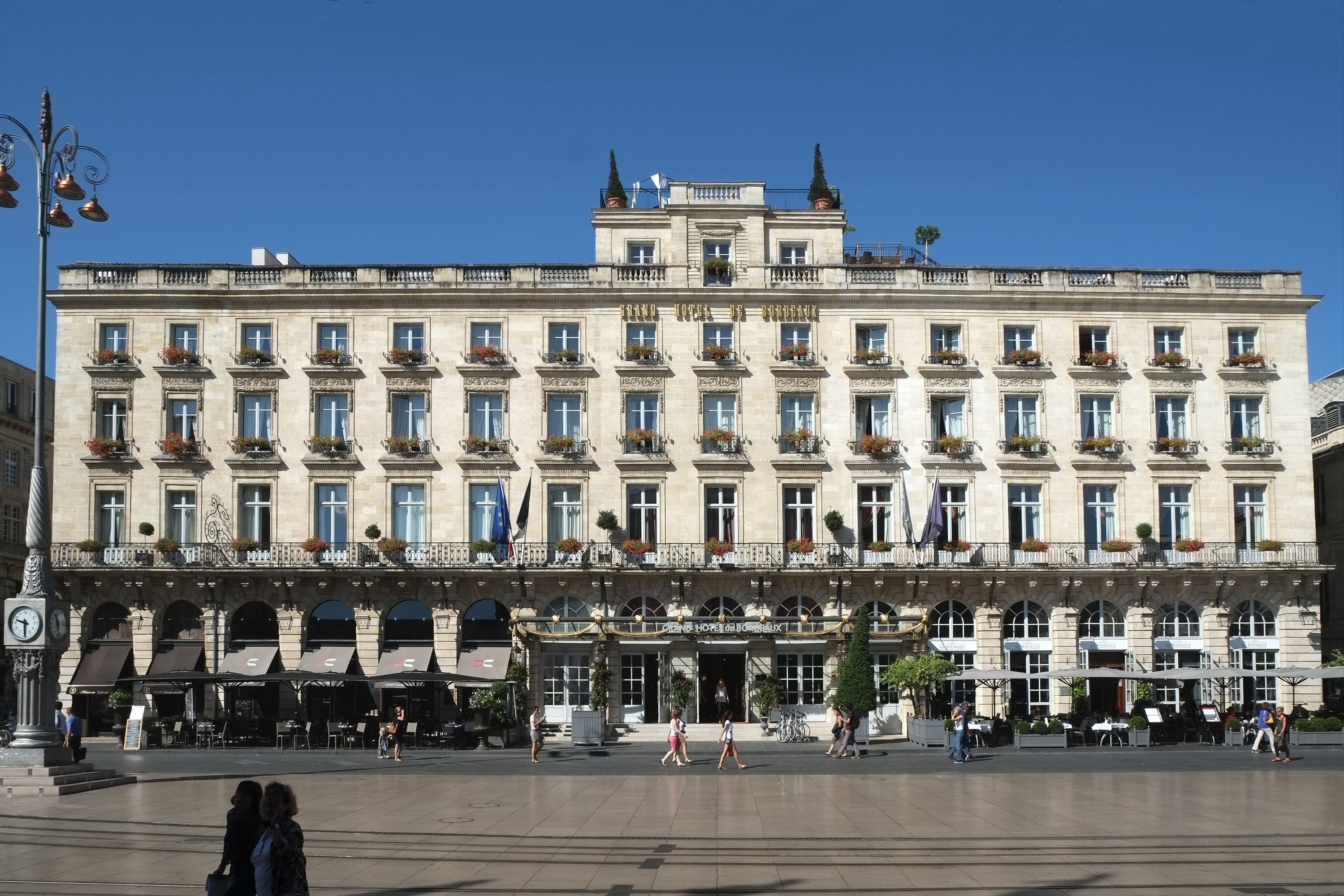
Le Grand Hôtel.